# Sopor

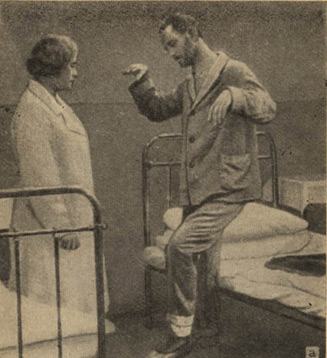
Sopor catatónico

El sopor es una condición en la que una persona está durmiendo. Existen dos tipos:
- Superficial, si al estimularlo despierta, pero no se logra que llegue a la lucidez y actúa desorientado (como si estuviera obnubilado), respondiendo escuetamente preguntas simples. Al dejarlo tranquilo, la persona vuelve a dormirse.
- Profundo,  si es necesario aplicar estímulos dolorosos para lograr que abra los ojos o mueva las extremidades (respuesta de defensa).